# 大皮尔许茨
大皮尔许茨是德国图林根州的一个市镇。总面积3.97平方公里，总人口394人，其中男性190人，女性204人（2011年12月31日），人口密度99人/平方公里。